# Alessandro Fabian
Pour les articles homonymes, voir Fabian.
Alessandro Fabian né le 7 janvier 1988 à Padoue est un triathlète italien, septuple champion d'Italie (2009, 2010, 2011, 2012, 2013, 2014 et 2017).

## Biographie

### Jeunesse
Alessandro Fabian commence la natation à l'âge de 4 ans et la course à pied six années plus tard. Depuis 2006 et le passage au professionnalisme à l'âge de 18 ans, il représente les carabiniers italien par leur club sportif.

## Palmarès
Le tableau présente les résultats les plus significatifs (podium) obtenus sur le circuit national et international de triathlon depuis 2009,.
| Année | Compétition                                        | Pays     | Position           | Temps           |
| ----- | -------------------------------------------------- | -------- | ------------------ | --------------- |
| 2017  | Championnat d'Italie                               | Italie   | Médaille d'or      | 1 h 55 min 3 s  |
| 2017  | Coupe du monde - l'étape de Karlovy Vary           | Tchéquie | Médaille d'argent  | 1 h 49 min 39 s |
| 2014  | Championnat d'Italie                               | Italie   | Médaille d'or      | 1 h 44 min 7 s  |
| 2014  | Championnats d'Europe de triathlon en relais mixte | Autriche | Médaille d'or      | 1 h 38 min 20 s |
| 2014  | Coupe du monde - l'étape d'Antalya                 | Turquie  | Médaille d'argent  | 1 h 46 min 3 s  |
| 2013  | Championnat d'Italie                               | Italie   | Médaille d'or      | 1 h 39 min 24 s |
| 2013  | Championnat d'Europe                               | Turquie  | Médaille d'argent  | 1 h 42 min 16 s |
| 2013  | Championnats d'Europe en relais par équipes        | Turquie  | Médaille de bronze | 1 h 32 min 29 s |
| 2012  | Championnat d'Italie                               | Italie   | Médaille d'or      | 1 h 52 min 26 s |
| 2012  | Coupe d'Europe - l'étape de Mondello               | Italie   | Médaille d'argent  | 0 h 54 min 22 s |
| 2011  | Championnat d'Italie                               | Italie   | Médaille d'or      | 1 h 51 min 16 s |
| 2010  | Championnat d'Italie                               | Italie   | Médaille d'or      | Timing          |
| 2009  | Championnat d'Italie                               | Italie   | Médaille d'or      | 1 h 46 min 43 s |
| 2009  | Championnat d'Italie sprint                        | Italie   | Médaille d'or      | 0 h 55 min 41 s |